# NXT Stand & Deliver 2024
NXT Stand & Deliver 2024 è stato il cinquantesimo special event di NXT, prodotto dalla WWE. Annunciato l'8 novembre 2023, l'evento si è svolto il 6 aprile 2024 alla Wells Fargo Center di Philadelphia in Pennsylvania ed è stato trasmesso in diretta su Peacock negli Stati Uniti e sul WWE Network nel resto del mondo.

## Storyline
Le faide principali di NXT Stand & Deliver sono state quelle che videro contrapposti da una parte Trick Williams e Carmelo Hayes, e dall'altra Il'ja Dragunov e Tony D'Angelo per l'NXT Championship. Il 4 febbraio ad NXT Vengeance Day, Williams ed Hayes combatterono insieme nella finale del Dusty Rhodes Tag Team Classic contro la coppia formata da Baron Corbin e Bron Breakker, nella quale però quest'ultimi due ebbero la meglio. Più tardi nella serata, Hayes accompagnò e stette a bordo ring vicino a Williams durante il suo match per l'NXT Championship contro il campione Il'ja Dragunov, dove però perse. Al termine del match, Hayes fece finta di rincurare l'amico salvo poi tradirlo colpendolo alla gamba sinistra con una sedia, effettuando un turn heel. Nella puntata di NXT del 6 febbraio, Hayes rivelò il perché delle sue azioni ed affermò anche di aver attaccato l'ex amico già nell'ottobre del 2023, nel backstage per potergli fregarli il posto di primo sfidante al titolo NXT.
Nella puntata del 27 febbraio, Tony D'Angelo interruppe il segmento tra Dragunov ed Hayes affermando di essere stanco che le vicende attorno al titolo NXT coinvolgano sempre le stesse persone e dichiarando di volersi guadagnare un'opportunità come primo sfidante. Il campione Dragunov accettò la proposta e la general manager Ava indisse, per l'episodio speciale Roadblock, una sfida tra D'Angelo ed Hayes. Il match venne vinto da Tony D'Angelo e dopo l'incontro Trick Williams fece il suo ritorno attaccando Carmelo Hayes all'interno del ring, dopo aver fatto riecheggiare la sua musica d'ingresso già durante il match. Nella seguente puntata di NXT, Williams ha sfidò Hayes per un match qui a Stand & Deliver. Il successivo 28 marzo, Shawn Michaels ha confermato che questo match sarebbe stato il Main Event della serata, rendendogli i primi due afroamericani a concludere uno show dalla sfida tra The Rock e Booker T di SummerSlam 2001.
Nella puntata del 5 marzo, la general manager Ava annunciò che nelle settimane successive si sarebbero sfidati tre tag team match i cui vincitori si sarebbero affrontati in un triple threat tag team match per determinare il posto di primi sfidanti agli NXT Tag Team Championship detenuti da Baron Corbin e Bron Breakker. Nel primo turno di qualificazione i tre team vincitori sono: il LWO con Cruz Del Toro e Joaquin Wilde che hanno sconfitto Bronco Nima e Lucien Price; Axiom e Nathan Frazer hanno battuto Charlie Dempsey e Myles Borne; e The O.C. che hanno sconfitto Hank Walker e Tank Ledger. Nella puntata del 2 aprile si tenne la finale tra i tre team, dalla quale ne uscirono come vincitori Axiom e Nathan Frazer.
A NXT Vengeance Day 2024, Lyra Valkyria riuscì a sconfiggere Roxanne Perez e Lola Vice difendendo il suo NXT Women's Championship, nonostante il match fosse originariamente solo tra lei e Perez. A Roadblock,  Valkyria combatté insieme a Tatum Paxley in un match contro valido per i WWE Women's Tag Team Championship di Asuka e Kairi Sane, senza però riuscire a vincere. Al termine del match, Roxanne Perez attaccò la campionessa al suo braccio, infortunandola ed effettuando un turn heel. La settimana successiva, Roxanne Perez chiesa alla general manager Ava di rendere vacante il titolo femminile e di consegnarlo a lei poiché, nel suo regno da campionessa non ha mai perso per schienamento ma solo in un ladder match a più persone, ma Ava rifiutò volendo prima aspettare di vedere le condizioni fisiche di Valkyria. La settimana successiva, Perez sconfisse Tatum Paxley e alla fine del match fece il suo ritorno la campionessa per attaccarla, senza successo e richiedendo, poi, ad Ava un match contro di lei con in palio il titolo.
Nella puntata del 12 marzo, il NXT North American Championship Oba Femi ebbe un confronto faccia a faccia con Dijak. Più tardi nella serata, il campione affrontò e sconfisse Brooks Jensen. La settimana successiva, il partner ed amico di Jensen, Josh Briggs sfidò il campione per un match titolato ed nello stesso momento entrò nel ring anche Dijak che avanzò la stessa richiesta, dopo la quale si scaturì una rissa tra i tre. La settimana successiva, Dijak e Briggs sconfissero rispettivamente Shawn Spears e Duke Hudson ed al termine dei due incontri, Oba Femi annunciò che avrebbe difeso la sua cintura in un triple threat match.
Nella puntata del 15 agosto 2023, Jacy Jayne sconfisse Thea Hail, congratulandosi con lei dopo il match nel backstage effettuando un turn face ed entrando a far parte della Chase University. Nel gennaio 2024, Jacy Jayne introdusse al pubblico Jazmyn Nyx che sarebbe stata a bordo ring durante i suoi match, aiutandola a vincere in maniera sleale davanti agli occhi di Thea Hail, contrariata. Nelle settimane successive, Jacy Jayne e Jazmyn Nyx iniziarono a prendere in giro la Hail definendola una perdente, fino alla puntata del 12 marzo quando si ribellò alle due ex amiche tornando la "vecchia Hail". Il 2 aprile venne ufficializzato un Six-woman tag team match tra Fallon Henley, Kelani Jordan e Thea Hail contro Izzi Dame, Jacy Jayne e Kiana James.

## Risultati
| #       | Match | Stipulazioni                                              | Durata |
| ------- | --- | --------------------------------------------------------- | ------ |
| Kickoff | Joe Gacy ha sconfitto Shawn Spears | Single match                                              | 9:04   |
| 1       | Baron Corbin e Bron Breakker (c) hanno sconfitto Axiom e Nathan Frazer                                                                                       | Tag team match per l'NXT Tag Team Championship            | 11:22  |
| 2       | Oba Femi (c) ha sconfitto Dijak e Josh Briggs | Triple threat match per l'NXT North American Championship | 15:00  |
| 3       | Fallon Henley, Kelani Jordan e Thea Hail (con Andre Chase, Duke Hudson e Riley Osborne) hanno sconfitto Izzi Dame, Jacy Jayne e Kiana James (con Jazmyn Nyx) | Six-woman tag team match                                  | 11:41  |
| 4       | Roxanne Perez ha sconfitto Lyra Valkyria (c) | Single match per l'NXT Women's Championship               | 16:19  |
| 5       | Il'ja Dragunov ha sconfitto Tony D'Angelo (con Adriana Rizzo, Channing "Stacks" Lorenzo e Luca Crusifino)                                                    | Single match per l'NXT Championship                       | 17:06  |
| 6       | Trick Williams ha sconfitto Carmelo Hayes | Single match                                              | 14:47  |